# ضيائية فوتونية

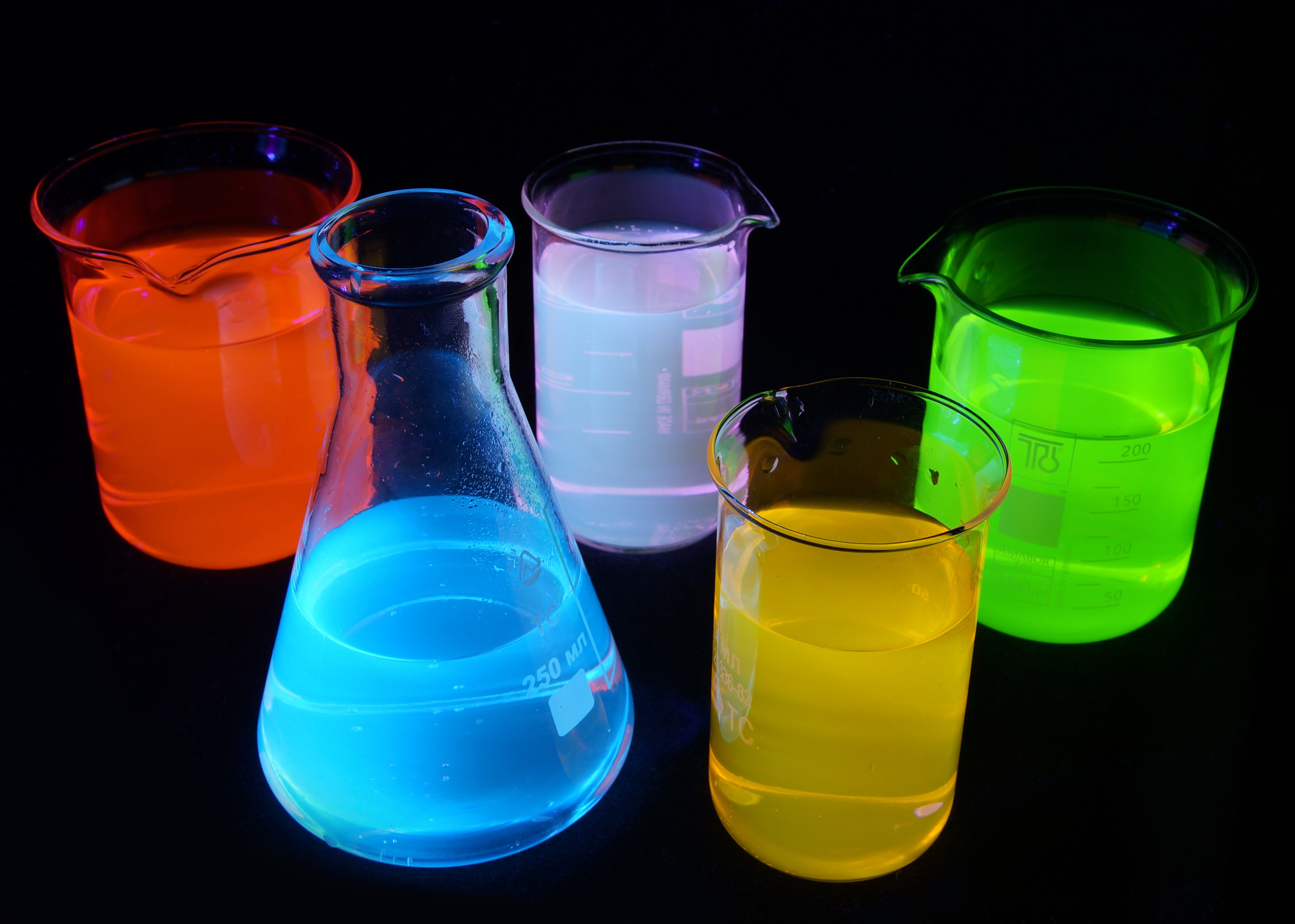
المحاليل الفلورية تحت ضوء الأشعة فوق البنفسجية. يعاد إرسال الفوتونات الممتصة بسرعة تحت أطوال موجات كهرومغناطيسية أطول.

الضيائيّة الفوتونية أو الضيائية الضوئية (بالإنجليزية: Photoluminescence) هي إصدار ضوئي من أي شكل من أشكال المادة بعد امتصاص الفوتونات (الإشعاع الكهرومغناطيسي). إنها أحد أشكال الضيائية العديدة (إصدار ضوئي) وتبدأ عن طريق الإثارة الفوتونية (أي الفوتونات التي تثير الإلكترونات إلى مستوى طاقة أعلى في الذرة)، ومن هنا جاءت البادئة photo-. بعد الإثارة، تحدث عمليات استرخاء مختلفة يتم فيها إعادة إشعاع الفوتونات الأخرى. هناك نوعان من الضيائية الفوتونية: الفلورية سريعة الانطفاء جدًّا، والفسفورية طويلة الأمد.